# Costa Rica nos Jogos Olímpicos de Verão de 2000
A Costa Rica participou dos Jogos Olímpicos de Verão de 2000 em Sydney, Austrália.